# Hermandad de Alféreces Provisionales
La Hermandad Nacional de Alféreces Provisionales (HAP) fue una organización de excombatientes y grupo de presión de extrema derecha en España, identificado con la dictadura franquista.

## Historia y actividad

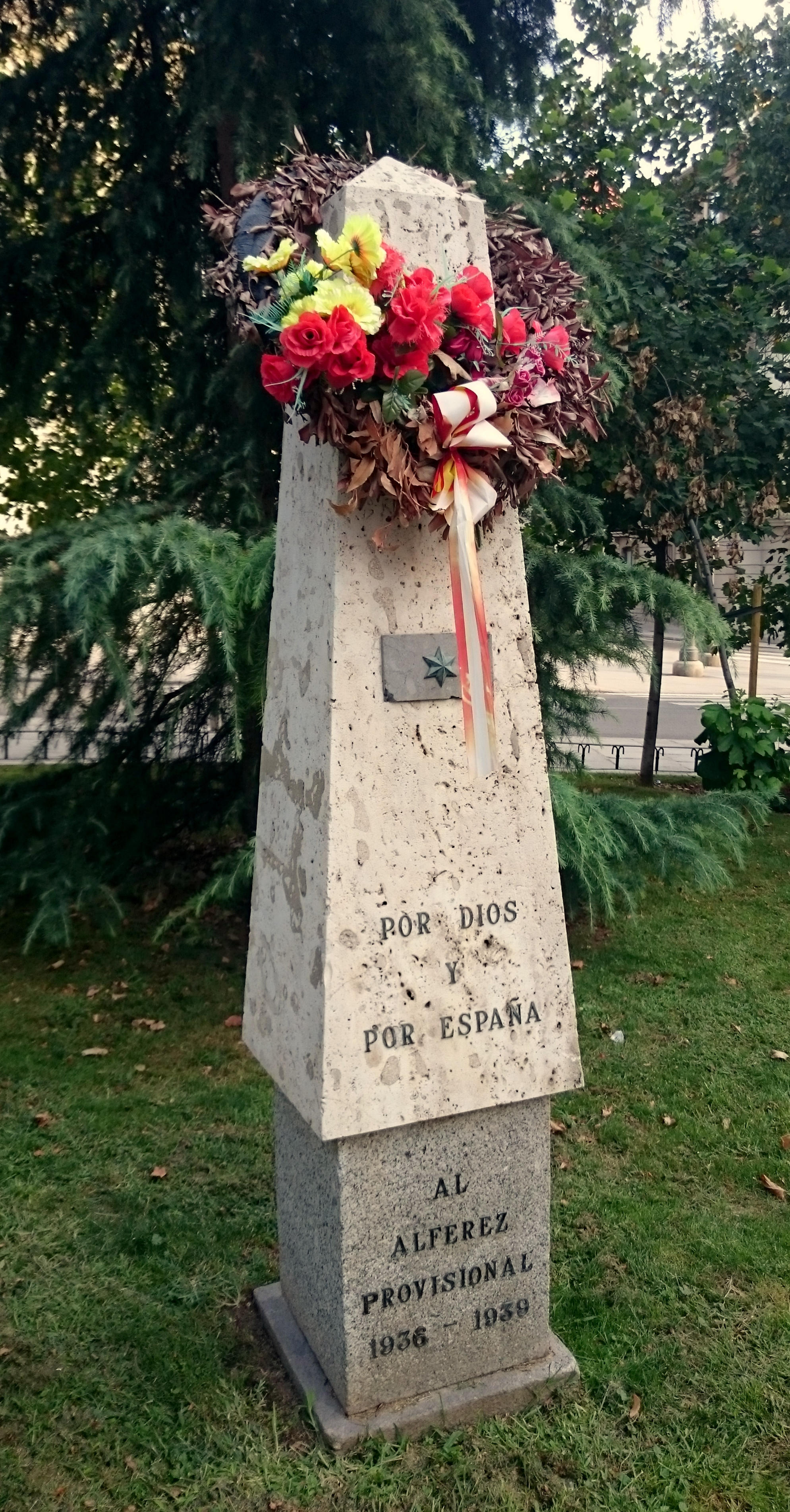
Monolito levantado en Madrid en 1965 en honor de los alféreces provisionales que combatieron en el bando franquista «POR DIOS Y POR ESPAÑA».

Fue fundada el 27 de abril de 1958 en un acto en el cerro Garabitas de la Casa de Campo de Madrid. Opuesto a las medidas de los llamados tecnócratas, era el grupo que aglutinaba en su seno a los oficiales de cuño más ideologizado y franquista. Fue parte de la Confederación Nacional de Excombatientes, bastión del llamado búnker durante el tardofranquismo.
Perseguía «mantener el espíritu de Falange y de la Guerra Civil en el seno de la oficialidad» de la dictadura franquista. Con estrechos vínculos con el Ejército de Tierra, y considerada por Navajas Zubeldia un «hito de la extrema derecha militar», fue la hermandad de excombatientes franquistas de mayor influencia. Empleaba como símbolo una estrella de seis puntas.